# Hesperus oder 45 Hundposttage

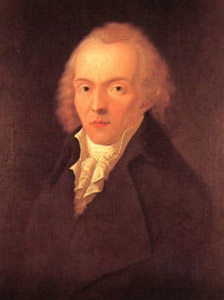
Jean Paul (1763–1825), Autor des Buches Hesperus oder 45 Hundposttage

Hesperus oder 45 Hundposttage Eine Lebensbeschreibung sind Titel und Untertitel des 1795 publizierten Romans von Jean Paul, durch den der Autor berühmt wurde. Im Mittelpunkt steht eine Liebesgeschichte: Viktor und sein Freund Flamin lieben beide Klotilde. Diese Konfliktsituation existiert vor dem Hintergrund der Klassengesellschaft zur Zeit der Französischen Revolution im Kleinstaat Flachsenfingen. Dort werden die Hauptfiguren in utopische Staatsplanungen des Engländers Horion wie auch in Hofintrigen verstrickt. Diese komplexe  äußere  Handlung steht im Wechselspiel mit der inneren, der seelischen Entwicklung Viktors. Er orientiert sich nach einer Phase der Unsicherheit zunehmend an der kosmischen Gegenwelt des Inders Dahore in der Idylle in Maienthal, was ihn mit Klotilde verbindet. Auf dieser Basis können sich beide aus dem gesellschaftlichen Zwangsapparat befreien und finden am Schluss in der Überwindung ihrer Standesunterschiede zusammen.

## Überblick
Der Roman ist eine Mischung aus der komplizierten Hofintrigenhandlung mit Viktor Sebastian, Flamin und Klotilde als Mittelpunktfiguren, der damit verbundenen kosmischen Seelen-Religion des Inders Dahore und philosophisch-weltanschaulichen und gesellschaftskritischen Betrachtungen des Erzählers, die sowohl in die Aktionen und Gespräche der Figuren integriert als auch als „Schalttage“ oder „Extrablätter“ in die Handlung eingeschoben sind.
Der Verfasser des Textes, der ca. 30-jährige Berg-Hauptmann Jean Paul, und, wie sich am Ende herausstellt, ein verschollener Sohn des Fürsten von Flachsenfingen, hat den Auftrag, eine Historie zu verfassen. Da die Materialien dazu, ab dem 29. April, in 44 Lieferungen bei ihm auf einer Molukken-Insel (Kap. 33) eintreffen und in dieser Reihenfolge als „Hundposttage“ ausformuliert werden, müssen die Informationen, z. B. über die Vorgeschichte, die Identitäten, das Liebesbeziehungsgeflecht und die familienpolitischen Interessen der Personen, immer wieder korrigiert bzw. ergänzt werden.
Die Haupthandlung spielt zwischen dem 30. April 1792 und dem 31. Oktober 1793 im kleinen Fürstentum Flachsenfingen. Im Mittelpunkt steht der ca. 26-jährige Viktor Sebastian, Leibarzt des Fürsten und angeblicher Sohn des Fürstenberaters Lord Horion. Er liebt dasselbe Mädchen, Klotilde, die Tochter des Kammerherrn Le Baut, wie sein, anfangs als Kaplansohn ausgegebener, bester Freund Flamin und gerät dadurch in einen Loyalitätskonflikt. Im Zusammenhang mit der sukzessiven Enthüllung der wahren Identität der Hauptpersonen entwickelt sich ein höfisches Intrigenspiel mit immer neuen Konfliktfeldern. Auch als Viktor erfährt, dass Klotilde und Flamin Halbgeschwister sind, fühlt er sich durch den Treueschwur an den Freund gebunden und kann, da diesem die Wahrheit nicht mitgeteilt werden darf, nicht als dessen Rivale auftreten. Zudem ist das Mädchen, obwohl es über die Verwandtschaftsverhältnisse informiert ist, Viktor gegenüber anfangs sehr zurückhaltend, und so leidet er unter seiner vermeintlich unerwiderten Liebe, überdeckt seine Enttäuschung durch Lustigkeit und nimmt am oberflächlichen Hofleben der Residenz und an den Koketterien auf dem Heiratsmarkt der adligen Töchter teil. Zwar steht er dem  höfischen Betrieb mit seinen Hierarchien und oberflächlichen Zeremonien kritisch und innerlich distanziert gegenüber, doch der sensible, gutmütige und im gesellschaftlichen Leben naive junge Mann durchschaut oft nicht die Doppelbödigkeit der formelhaften Kommunikation mit ihren angedeuteten, gezielt ausgestreuten Gerüchten. So verstrickt er sich durch spontane, unvorsichtige Aktionen im Beziehungsgeflecht und gerät in Konflikt mit der Lebensphilosophie seines Lehrers Dahore/Emanuel: Er verliebt sich in die Fürstin und hofiert gleichzeitig Joachime, die launische Tochter des Ministers Schleunes, bei deren Einschätzung er zwischen versteckter seelischen Tiefe und Lockvogel ihres machthungrigen Vaters schwankt.
Hinter der Fassade des Höflings ist Viktor jedoch ein melancholisch-depressiver Mensch. Denn er ist wegen der Zurückhaltung Klotildes unglücklich und sein Schmerz steigert sich gelegentlich bis zur Verzweiflung. Trost findet er dann in der kosmischen Philosophie seines Lehrers Dahore/Emanuel: Die unsterbliche Seele umschließt alle Dinge der von der kleinsten Pflanze bis zum unendlichen Universum reichenden Schöpfung. Als Klotilde und Viktor merken, dass sie beide Emanuel verehren und dessen Religion teilen, nähern sie sich einander und gestehen sich schließlich ihre Liebe, als sie am Osterfest bei einem Musikvortrag und anschließend bei einer nächtlichen Schlittenfahrt unter dem Sternenhimmel ihre kosmische Seelengemeinschaft erleben. Sie müssen dies aber aus Rücksicht auf den eifersüchtigen Flamin verbergen.
Das Experiment Horions, den Staat kosmopolitisch durch die Erziehung der Prinzen zu reformieren, eskaliert, als Matthieu, der Sohn des Ministers, von den Geheimnissen erfährt und die Eifersucht Flamins für den Machtkampf am Fürstenhof nutzt. Er lockt ihn in ein Duell mit Klotildes Vater, greift selbst ein und tötet Le Baut. Flamin interpretiert dies als Freundschaftsdienst, nimmt die Schuld auf sich und lässt sich gefangen nehmen. Matthieu tritt anschließend vor dem Fürsten als Retter auf, enthüllt ihm die Wahrheit über seinen Sohn und den Duellverlauf und vermischt seine Mitteilung mit Lügen: Er habe den Prinzen vor der Tötung des Kammerherrn bewahren wollen und eine Revolte gegen das Fürstenhaus verhindert. Aus Dankbarkeit begnadigt ihn der Regent. Aus England sind inzwischen Lord Horion sowie Flamins und Klotildes Mutter angereist und haben die Identitäten ihrer Kinder aufgeklärt: Viktor ist der Pfarrersohn und Flamin der Fürstensohn. Beide versöhnen sich miteinander und Klotilde darf trotz der Standesunterschiede Viktor heiraten. Horion dagegen ist zu lebensmüde, um sein Experiment weiter zu verfolgen, und tötet sich am Grab seiner Frau auf der Insel der Vereinigung.
Der Roman ist in vier Teile („Heftlein“) untergliedert mit jeweils einem Handlungsort als Schwerpunkt:
1. Teil (Kp. 1–15): die ländlich-beschauliche Umgebung um das Pfarrhaus Eymanns und das Schloss Le Bauts in St. Lüne
2. Teil (Kp. 16–25): der Fürstenhof in der Residenzstadt Flachsenfingen
3. Teil (Kp. 26–36): die paradiesische Natur-Landschaft um die Klause des indischen Philosophen Emanuel/Dahore in Maienthal
4. Teil (Kp. 37–46): Reisen durch die Handlungsorte

## Inhalt
| → Inhalt |
| Der Verfasser, Berg-Hauptmann Jean Paul (Kap. 1), wohnt am Äquator auf der Insel St. Johannis in den ostindischen Gewässern, im Fürstentum Scheerau. In einem Brief von seinem Korrespondenten Knef wird er gebeten, das ihm sukzessiv zugesandte Material zu einer Biographie des Arztes Viktor zu verarbeiten. An 44 Tagen bringt ihm ein durchs Meer schwimmender Hund namens Spitzius Hofmann die Unterlagen. Jean Paul weiß somit beim Schreiben nicht mehr als der Leser und muss für den Fortgang der Geschichte auf die nächste „Hundpost“ warten und kann das Verwirrspiel über die Verwandtschaftsverhältnisse der Jugendlichen nur langsam auflösen. Die überbrachten Informationen ermöglichen dem Erzähler nur die Erstellung eines groben Handlungsgerüsts. Deshalb muss er die Einzelheiten der Personen, der Landschaft usw. nach seiner Phantasie ausgestalten und kann in diesem Zusammenhang seine Interpretation der Geschehnisse mit einbringen (45). Mit der zweiten und der zwölften Post erfährt der Historiograph Teile der Vorgeschichte, die im Laufe des Schreibprozesses ergänzt und immer wieder korrigiert wird. Einige Personen erfahren im Laufe der Handlung die Identität bzw. persönliche Geheimnisse anderer Personen, werden aber durch einen Eid verpflichtet, diese geheim zu halten. Auf seiner Tour durch die Welt hat Fürst Januar (Jenner) zahlreiche Affären mir schönen Frauen, denen er fünf Söhne hinterlässt. Jahre später erinnert sich der Regent ihrer und beauftragt seinen engsten Vertrauten und Ratgeber Lord Horion mit den Nachforschungen über deren Verbleib (Kap. 2). Dieser lenkt wie ein Regisseur die Figuren nach seinem Plan der Errichtung eines von kosmopolitischen Ideen geleiteten Staates, indem er ihre Identitäten vertauscht und geheim hält. Er löst erst am Schluss den Personenknoten endgültig auf, nachdem ihm die Fürstensöhne eidlich versichert haben, ihre Ämter in seinem Sinne auszuüben, „wenigstens so lange, bis er [sie] wiedersähe“ (45). Horion findet die Prinzen von Wallis, Brasilien und Asturien in Frankreich, bringt sie nach England und lässt sie inkognito in Eton zu Gelehrten erziehen. Im dritten Romanteil tauchen sie in Flachsenfingen als englische „Drillinge“ auf und verbreiten republikanische Ideen. Der Vierte, Monsieur oder Mosje, lebt als Jean Paul auf den sieben Inseln. Dort bekommt er den Auftrag, die Historie zu schreiben (32). Als die Materialien für das Schlusskapitel ausbleiben, reist er über Hof nach Flachsenfingen und trifft dort auf seine Romanfiguren. Dabei stellt sich seine Identität heraus. Der Fünfte, der „Infant“ Flamin, ist das Ergebnis einer undurchsichtigen, offenbar mit Zustimmung seines Stiefvaters, des Obrist-Kammerherrn Le Baut, erschlichenen Affäre des Fürsten mit der „Lady“, Horions Nichte und Le Bauts Frau. Nachdem diese von der Zubringerrolle ihres Mannes erfahren hat, trennt sie sich von ihm. Klothilde, die legitime Tochter Le Bauts, kehrt mit dem Hofstaat nach Flachsenfingen zurück, während ihr Halbbruder Flamin mit seinen Freunden, Horions Sohn Julius und Kaplan Eymanns Sohn Viktor Sebastian, zunächst in England bei seiner Mutter bleibt und mit ihnen zusammen vom indischen Lehrer Dahore erzogen wird. Da der Horion-Sohn Julius nach einer Blattern-Krankheit erblindet, kann er in dem Figurenspiel seines Vaters nicht eingesetzt werden und Horion vertauscht ihn mit dem Eymann-Sohn Viktor Sebastian. Er wird in die Pflege Dahores gegeben, sieht diesen als seinen Vater an und kommt erst später zusammen mit dem jetzt Emanuel genannten Lehrer nach Maienthal. Hier lernt er Klotilde kennen, die in der Klosterschule erzogen wird und sich zur Lehre Dahore/Emanuels hingezogen fühlt (12, 14). Der Lord gibt Viktor und Flamin die Zunamen Horion bzw. Eymann und holt sie als 12-Jährige nach Deutschland. Bis zu ihrem achtzehnten Lebensjahr wachsen sie in der Familie Eymann auf. Nach dem Plan Horions wird Viktor in Göttingen zum Arzt ausgebildet, um als Hofmedikus das Vertrauen des Fürsten zu erringen und nach seiner späteren Rückstufung zum Bürgerlichen ordentlich leben zu können. Flamin soll nicht als Fürstensohn verwöhnt werden und ein träges Hofleben führen. Als vermeintlicher Bürgerlicher erhält er im Staatsdienst eine Aufstiegshoffnung, wenn er sich als Jurist bewährt. Zur Handlungszeit des Romans, 1792–1793, reist der Lord für ein Jahr nach England, um sich um die dort verbliebenen Prinzen zu kümmern und Informationen über eine Thronintrige gegen den Fürsten zu sammeln. Der ca. 26-jährige Viktor ist für den Erzähler, der seine Dokumente durch eigene Kommentare ergänzt, als „Held“ der Geschichte auserwählt worden (Kap. 16): Er achtet „alle[-] Stände“, verachtet alle „Standes-Narren“, hat „Groll gegen Zeremonien“ und eine „humoristische Zuneigung zu den kleinen Bühnen des Lebens“. Er steht im Kontrast zu Menschen, die einen „Ekel vor Menschen“ haben und ihre Brücken zu den Großen bauen (8). Solche Beschreibungen erweitert der „Historiograph“ Paul zu gesellschafts- und fürstenhofkritischen Kommentaren, z. B. über die Vertragstreue (1. Schalttag). Mit Klotildes Lehrer Emanuel, der sich als Dahore entpuppt, teilt Viktor das Weltbild von der mystischen Verbundenheit der Pflanzen- und Tierwelt mit dem unendlichen Kosmos, der Schönheit der Natur, der unvergänglichen Seele des Menschen und ihrer Wiedergeburt. Bei einem Besuch bei seinem Lehrer kommt ihm Maienthal wie eine Paradies-Insel vor, mit Dahore als erleuchteter, engelsgleicher Erscheinung (14). Der lungenkranke Lehrer bereitet sich auf seinen irdischen Tod am Johannistag des nächsten Jahres und den Eingang ins Universum vor, das er in seinen Briefen durch transzendentale Reisen zu Gott phantasievoll und metaphernreich beschreibt (25). Ähnlich erlebte Viktor zuvor auf seiner Wanderung nach Kussewitz zum Empfang der italienischen Prinzessin (9) die Sommeratmosphäre des Waldes und der Landschaft und den Sommermorgen euphorisiert als unendliche seelische Harmonie, als Vereinigung des Mikrokosmos der irdischen Natur mit dem göttlichen Makrokosmos. Der Sommernachmittag dagegen löst in ihm eine Untergangsstimmung und Weltschmerz aus. Viktor wird einerseits emotional in die allumfassende Seelengemeinschaft hineingezogen, andererseits hält er gedanklich Distanz. Einerseits überträgt er auf seiner Wanderung sein religiöses Hochgefühl auf die Liebe zu den Menschen und verschenkt sein Reisegeld an arme Bauern und Kinder, die die Situation ausnutzen, nachdem sich seine Freigebigkeit herumgesprochen hat (9). Auch setzt die durch Klotilde ausgelöste Universalliebe bei ihm ein leichtlebiges, schalkhaftes Spiel des Lebens, eine „Weiber-Liebhaberei“ frei, v. a. für die italienische Prinzessin Agnola, der er, als Kaufmann verkleidet, eine Uhr schenkt, in der eine Liebeserklärung versteckt ist.(11). Andererseits macht er sich lustig über das Brautzeremoniell und weiß, dass er in einem Disput Emanuels Philosophie argumentativ überlegen wäre, „aber er würde seine Zunge verabscheut haben, wenn sie ihre Leichtigkeit gegen die schöne Seele gerichtet hätte.“ Auch vertraut er im Konfliktfall seinem Herzen mehr als seinem Kopf (14). Einzelne Ereignisse, an denen Viktor als Beobachter beteiligt ist, werden vom Erzähler als Satire, als groteskes Theaterspiel („historische Benefizkomödie“) bzw. als surrealistische Phantasiereise präsentiert: die Ratten- und Mäusejagd des Pfarrers auf der Suche nach seiner Bibel und Bastians Taufgottesdienst am 4. Mai (6, 7), die Beschreibung der Taufgäste im Pfarrgarten (7), die Übergabe-Zeremonie für die italienische Braut des Fürsten am 21. Juni (10, 11), das Treffen mit Lord Horion auf der - ebenso wenig wie Pauls Insel St. Johannis - geographisch lokalisierbaren magischen „Insel der Vereinigung“. Zu Beginn der Haupthandlung im ersten Kapitel treffen die Kinder als junge Erwachsene im Heilbad St. Lüne wieder aufeinander. Die beiden Jungen haben ihr Studium abgeschlossen. Viktor rettet nach seiner Ankunft im Mai 1792 seinem angeblichen Vater durch einen Starstich ein Auge und empfiehlt sich dadurch als Leibarzt des Fürsten in Flachsenfingen. Flamin wird zum Regierungsrat ernannt. Er hat sich mit dem extravaganten spöttisch-exaltierten Ministersohn Matthieu (Matze) von Schleunes befreundet, der vom Erzähler ironisch „der Evangelist“ genannt wird. Dieser ist z. Zt. Page bei einer ehemaligen Geliebten des Fürsten und zweiten Frau des Oberhofmeisters Le Baut und profiliert sich durch seine Späße sowohl über Adlige als auch Bürger, z. B. den Hofapotheker Zeusel (Kap. 26). Der vermeintliche Pastorensohn Flamin liebt die adlige Klotilde Le Baut und träumt vom gesellschaftlichen Aufstieg durch das Militär, um ihr gesellschaftlich ebenbürtig zu sein. Die schöne junge Frau lebt jetzt, nach ihrer Erziehung im Fräuleinstift in Maienthal, im Schloss ihres Vaters. Dieser hat sich nach seinem - durch den Lord verursachten - Verlust seines Einflusses am Hof auf sein Gut in St. Lüne zurückgezogen und dort Peter Eymann nach dessen Rückkehr als Reisepastor aus England anstelle der versprochenen Hofkaplanstelle zu der eines Landpastors verholfen. Nach Viktors Ankunft erneuert Flamin seine ewige Freundschaft mit ihm. Erst nach dessen Treueschwur auf der Baumkanzel, in dem dieser ihm versichert, dass die Nachricht keinen Einfluss auf ihren Bund haben wird, erzählt er ihm von seiner während Viktors Abwesenheit entstandenen Liebesbeziehung mit Klotilde (3). Die Liebschaft seiner Schwester Agathe, der Freundin Klotildes, mit seinem Freund Matthieu erlauben den Liebenden, sich in den Häusern der verschiedenen Gesellschaftsschichten angehörenden Familien aufzuhalten und einander zu sehen. Bei seinem Besuch im Schloss Le Bauts verliebt sich Viktor in ein schönes Mädchen und erfährt, dass es Klotilde ist. Sie erzählt begeistert von ihrem Marienthaler Lehrer Emanuel, einem Pythagoräer. Viktor erkennt in dessen Lehre von der harmonischen Einheit des Kosmos mit ihren Einflüssen auf ein naturgemäßes menschliches Leben die Botschaft Dahores, berauscht sich zusammen mit Klotilde an dieser Vorstellung und überträgt seine Liebe zu ihr auf die Freundschaft mit Flamin (4), d. h. er liebt mit diesem und leidet zugleich darunter. Bei jeder Begegnung mit Klotilde spürt er die Dissonanz zwischen seiner „negativ-elektrischen Philosophie und seinem positiv-elektrischen Enthusiasmus“, die immer um das Gleichgewicht kämpfen (7). Auf der Insel mit dem Grab seiner mit 23 Jahren verstorbenen Frau Mary eröffnet Lord Horion Viktor, dass Flamin der Sohn des Fürsten und Halbbruder Klotildes ist und dass er auf der Schulter das rote Familienmal trägt. Viktor leistet - mit einer Ausnahmebedingung - einen Eid, dem Freund nicht die Wahrheit zu sagen. Klotilde dagegen weiß Bescheid, ebenso Matthieu, der sich listig die Information erschlichen hat und dies ausnutzt, indem er sich bei Viktor als Freund einschmeichelt und mit seinem Vater eine Intrige vorbereitet (12). Für Viktor bedeutet diese Neuigkeit sowohl Befreiung wie Bindung: Er kann jetzt auf eine Beziehung mit Klotilde hoffen, will aber nicht als Rivale zu seinem Freund auftreten. Außerdem ist er unsicher, ob Klotilde ihn liebt, und wartet auf ein Zeichen von ihr, doch sie weicht ihm aus und missbilligt außerdem seinen Spott der Hofgesellschaft gegenüber. Ihn drängt es nicht an den Hof, auch die Pfarrersfamilie versucht, seine Abreise zu verzögern, Eymann fertigt eine Wachsfigur von Viktor an und setzt sie als seinen Platzhalter ans Fenster, so dass die Passanten glauben, er sei noch im Haus. Viktor schiebt seinen Aufbruch aus der „pfarrherrlichen Milchhütte in die fürstliche Arsenikhütte, aus dem Philanthropistenwäldchen der häuslichen Liebe auf das Eisfeld der höfischen“ auf (16), reißt sich schließlich aber doch los, um seinen Dienst als Leibarzt anzutreten. In seiner reservierten Einstellung dem Hofleben gegenüber nimmt Viktor sich vor, dem Fürsten nach seiner Diagnose unbekümmert um die höfischen Formen ungefragt die Wahrheit zu sagen. Er erkennt schnell, dass der Fürst nicht an Fußgicht, sondern an Bewegungsarmut leidet, und geht das Risiko ein, seinem Vorgänger, dem Kasernenmedikus Kuhlpepper und dem Hofapotheker Zeusel, zu widersprechen. Der Fürst ist jedoch von seiner offenen, unkonventionellen Art angetan, hört auf seine Ratschläge und Viktor gilt bald als sein Vertrauter (Kap. 17). In der Residenz reagiert man sofort auf diesen Sympathiebeweis und umschmeichelt den Hofmedikus. Sein Hausherr Zeusel bietet ihm seine Unterstützung an und führt ihm seine Nichte Marie als Lakaiin zu. Vor dem Hintergrund dieser Gunst und ihrer Wirkung auf die Gesellschaft arrangiert sich Viktor mit dem höfischen Betrieb, zumal ihm die Fürstin Agnola und Joachime, die Ministertochter, gut gefallen. Doch er träumt von seiner Geliebten (19), deren Herz unter einer blühenden Landschaft pulsiert. Er überredet den von den Konventionen gelangweilten Fürsten, inkognito durch das Fürstentum zu wandern und die Menschen zu beobachten, Viktor als Konsistorialbote, der Fürst als französischer Emigrant (18). Viktor entdeckt dabei die grotesken Vorschriften der sich selbst bereichernden und die Bauern ausnehmenden Bürokratie: „Steuerfreie Spitzbuben […] die sich an steuerfähigen Armen bereicher[n]“ (18). Der Fürst ist dagegen von der Wanderschaft bald ermüdet und kehrt beim Oberhofmeister ein. Dort lernt er Klotilde kennen und folgt gerne dem Vorschlag Viktors, sie zur Hofdame der Fürstin zu ernennen, anstelle der von ihrem Vater für dieses Amt gewünschten Ministertochter Joachime (18). Die sich aufbauenden Spannungen der Beziehungen Viktors zu Flamin und Klotilde brechen zum ersten Mal an ihrem Geburtstag auf (Kap. 19). Viktor ist an diesem Oktober-Sonntag ohne den Freund nach St. Lüne gereist, wagt es aber in seinem Liebesschmerz nicht, sich Klothilde beim Konzert im Park zu nähern. Er beobachtet sie aus der Ferne und wird dabei vom nachgereisten eifersüchtigen Flamin ertappt. Matthieu hat nämlich sein Intrigenspiel begonnen und Flamin erzählt, der Kammerherr begünstige eine Verbindung Klotildens mit Viktor und dieser habe durch seine Fürsprache für ihr Hofamt sein Interesse signalisiert. Klotilde dagegen habe die Frage ihres Vaters nach einer möglichen Verbindung mit Viktor verneint. Diese Information gibt Flamin mit dem Vorwurf an Viktor weiter und dieser muss dem Freund, um ihn zu beruhigen, noch einmal seine Treue zu ihm versichern. Aber er ist über die Nachricht der Verneinung niedergeschlagen und verlässt ohne Abschied das Fest. In Flachsenfingen schreibt er sofort einen Brief an Emanuel und klagt ihm seine Verzweiflung über die unerreichbare Liebe. Emanuel bedauert ihn in seinem Antwortbrief (20), geht aber nicht genau auf seine Situation ein. Vielmehr bittet er ihn, sich dafür einzusetzen, dass Klotilde der ungeliebte Hofdienst erspart bleibe und sie im Dorf bleiben könne. Viktor misstraut Matthieu, der ja über Flamins Situation Bescheid weiß, noch mehr, als er erfährt, dass dieser das Familienmuttermal auf Flamins Schulter gesehen hat. Mit dem Auftrag Emanuels wandert Viktor nach St. Lüne, kann ihn aber nicht ausführen. Im Gegenteil dankt ihm der Kammerherr für seine Unterstützung und Klotilde reagiert distanziert kühl, indem sie auf ihren Gehorsam den Wünschen des Vaters gegenüber verweist. Wiederum enttäuscht und ohne Hoffnung auf die Erwiderung seiner Liebe kehrt Viktor in die Residenzstadt zurück. Die Zuneigung des Fürsten für seinen Medikus steigert sich noch, als dieser seine distanziert von ihm im alten Schloss lebende Gemahlin Agnola von ihrer Augenentzündung heilt, indem er ihr den Gebrauch ihrer Schlafmaske verbietet. Darauf zeigt die Fürstin ihre Dankbarkeit auch ihrem Mann und dieser besucht sie nun häufiger, v. a. weil er an ihrer neuen Hofdame Klotilde interessiert ist. Viktor verbirgt seinen Liebesschmerz hinter einer lustigen Fassade, nimmt jetzt am geselligen Hofleben teil und umschwärmt wie die anderen Höflinge die Frauen (23). Zu Flamin, der sich in seine Amtsgeschäfte einigelt, hat er kaum noch Kontakt. In seiner Gutmütigkeit und Naivität schwebt er „wie ein Paradiesvogel immer in der Himmelluft“ (26). So bleibt ihm allerdings die Machtstrategie der Familie Schleunes zunächst verborgen. Seit Herbst ist er ständiger Gast im Schloss des Ministers Schleunes und auf dem „Heiratsmarkt“ seiner Töchter. Z. B. beteiligt er sich am Spiel der kapriziösen Joachime, die mit ihrer Koketterie und spitzzüngigen Konversation die Bewerber anzieht und dann launisch wieder zurückweist (21). Aus diesem Spiel wird für ihn Ernst, als er Ende des Jahres sieht, dass Joachime tiefe Gefühlen für ihre verstorbene Schwester Giulia hat. Ihren letzten Brief vor ihrem Tod an Joachime (22) hat Giulia ihrer Freundin Klotilde in Maienthal diktiert, und Viktor überträgt seine Seelenverwandtschaft mit Klotilde über Giulia auf Joachime. Diese Entwicklung zu einer Liebeserklärung an Joachime wird im Februar und März aufgehalten durch Klotildes Antritt ihres Hofamtes bei der Fürstin. Sie wirkt ähnlich wie ihre Herrin ernst und distanziert, ihre auffällige Blässe wird bei den öffentlichen Auftritten nur durch Schminke überdeckt. Agnola ist um ihre Gesundheit besorgt und ruft den Hofmedikus. Viktor beobachtet sie bei einer Aufführung von Goethes „Iphigenie“ und stellt nach einem Pausengespräch mit ihr eine Nervenkrankheit fest. Er sieht Parallelen zu der im Drama thematisierten Bruderbindung und vermutet weitere Ursachen in ihrer höfischen Umwerbung durch Matthieu von Schleunes und in der fehlenden Natur Maienthals. Nach einem Ohnmachtsanfall Klotildes (25) spekuliert Viktor auch über eine unglückliche Liebesbeziehung, denkt aber dabei nicht an sich, denn er hat inzwischen die Hoffnung, von ihr geliebt zu werden, aufgegeben und strebt eine Freundschaft mit ihr an. Verstärkt wird diese unübersichtliche Lage einerseits durch Briefe Emanuels, die ihn zur universalen seelischen Harmonie aller Geschöpfe mit Gott ermahnen, andererseits durch eine verschlüsselte Botschaft des Lords, der seine Rückkehr für den Herbst ankündigt und ihn vor der Machtgier des Ministers Schleunes, Joachimes und Agnolas warnt (25). Bald darauf bestätigt der mit den „Ohren eines Maulwurfs“ (26) ausgestattete Hofapotheker Viktor die Hofintrige. Zeusel ist über Matthieu verärgert, der ihn in einen Erstgeburtsstreit mit seinem nicht gesellschaftsfähigen Zwillingsbruder, dem schwerhörigen Kalkanten, hineingelockt und so öffentlich blamiert hat. (26) Nach Zeusels aus dunklen Kanälen zusammengetragenen Gerüchten möchte der Minister seinen Sohn mit Klotilde, die „dem Fürsten gefalle“, formal verheiraten. Zugleich habe er ihn auf die von ihrem Mann vernachlässigte Fürstin angesetzt. Er solle die hinter „ihrer äußern Tugend-Grandezza“ temperamentvolle Frau „über die Kälte ihres Gemahls beruhige[n]“ und sie so an das Schleunes Haus „knüpfen“. So könnten die verschiedenen Interessen gewahrt bleiben und „das Band der Freundschaft würde sich auf einmal um vier Personen in verschiedenen Schleifen wickeln.“ Störfaktoren dieses Bündnisses könnten allerdings Viktors liebende Verehrung für die Fürstin und seine Ehe mit Klotilde sein, die von ihrem Vater unterstützt würde. Deshalb versuche Joachime, ihn an sich zu binden. (26) Viktor ist über die Abgründe der „Hof-Spitzbübereien“, welche teilweise zu der Geheimbotschaft des Lords zu passen scheinen, entsetzt und will nach der Einladung Emanuels zusammen mit der Genesung suchenden Klotilde über die Zwischenstation St. Lüne zum „edle[n] Geist in Maienthal“ fliehen (26). Vor der Reise nach Maienthal treffen sich die Protagonisten noch einmal zum Osterfest in St. Lüne und Flachsenfingen (Kap. 28). Drei englische Brüder, die „Drillinge“, offenbar die illegitimen Söhne des Fürsten, sind inzwischen im Kleinstaat angekommen. Viktor und Matthieu erörtern mit ihnen die Vor- und Nachteile einer Republik. Am zweiten Osterfeiertag, gerührt durch die Kindheitserinnerungen, stürzt Viktors Stimmung ab. An der Grenze des Wahnsinns hält er im Angesicht seines Wachsduplikats eine Trauerrede zu seiner eigenen Beerdigung. Hier schüttet er sein Herz aus über seine Enttäuschungen und die unerwiderte Liebe. Wie sein Lehrer Emanuel sehnt er sich nach dem Aufstieg seiner Seele in den göttlichen Kosmos. Klotilde hört diese Verzweiflungsrede und weint darüber. Damit ist der Wendepunkt der Beziehung vorbereitet. Am dritten Ostertag hören beide ein Konzert des Maultrommelspielers Franz Koch und fühlen die darin zum Ausdruck kommende sphärische Harmonie der sie verbindenden Botschaft ihres Lehrers. Auf der nächtlichen Schlittenfahrt nach einem Hofball in Flachsenfingen, die beide nach St. Lüne zurückbringt, gesteht Viktor unter dem Sternenhimmel und dem „Silberregen des Mondes“ Klotilde seine Liebe, die sie erwidert. Er erklärt sich ihr noch einmal in einem gefühlvollen Brief. In ihrem Antwortbrief bittet sie ihn, den eifersüchtigen Bruder zu schonen und ihre Liebe geheim zu halten (28, 30). Nachdem Klotilde nach Maienthal gereist ist, reflektiert Viktor seine Schwankungen zwischen der Liebe zu Klotilde und dem unsteten Hofleben und nimmt sich vor, jetzt tugendhaft zu leben und sich von dem Gefühlgewirr durch Wahrhaftigkeit zu befreien. Doch bei seinem Versuch, in der Gesellschaft nur noch ehrlich und nicht mehr oberflächlich galant aufzutreten, verstrickt er sich noch mehr im für ihn unüberschaubaren Geflecht, ebenso ergeht es ihm beim Klärungsgespräch mit Flamin. Bei Joachime entdeckt er die Uhr, die er in einer Laune als verkleideter italienischer Händler bei der Aufnahmefeier der Fürstin mit einer im Innern versteckten Liebeserklärung geschenkt hat. Agnola hat sie an Joachime weitergegeben, um, wie er Erzähler vermutet, der Rivalin in der Gunst Viktors dessen Interesse an ihr zu demonstrieren. Vor einigen Tagen kam es nämlich im Schlafzimmer der Fürstin zu einer clownesken Szene. Agnola, der die Verliebtheit ihres Hofmedikus nicht entgangen war, hatte ihn wegen Augenbeschwerden zu sich gerufen und versucht, da auffälliger Weise kein Personal anwesend war, ihn zu verführen. Dies gelang ihr jedoch nicht, denn der naive Viktor hatte ihre Absicht nicht erkannt und war zu gehemmt, die Initiative zu ergreifen. Es kam nur zu einem unfreiwillig-komischen Kuss und Viktor gab sich die Schuld an seinem Missgeschick und floh mit Entschuldigungen und der Sorge um die Folgen aus dem Raum (27). Als Viktor bei Joachime die Uhr öffnet, fällt der Zettel mit der Botschaft heraus und er nimmt an, dass sie die Erklärung auf sich bezieht. Da er sich wegen Klotilde von ihr zurückziehen will, möchte er diesen Eindruck verhindern und sagt ihr die Wahrheit. Damit gerät er in neue Schwierigkeiten, weil Joachime die Geschichte ihrem Bruder erzählt und dieser sie im Rahmen seiner Hofintrige dem eifersüchtigen Fürsten vorträgt (43). Auch Klotilde und Flamin gegenüber entschließt er sich, die Liebe nicht mehr zu verstecken und die Freundschaft auf eine ehrliche Basis zu stellen. Er schreibt einen Liebesbrief an Klotilde (30), in dem er sie bittet, sie an Pfingsten besuchen zu dürfen, wandert dann aber selbst durch die sternenbeschienene nächtliche Naturlandschaft, die ihn euphorisiert, nach Maienthal und übergibt Julius den Brief (31). Nach seiner Rückkehr versucht er die Freundschaft mit Flamin zu erneuern, doch dieser macht ihm Vorwürfe, ihn zu hintergehen, und verlangt von ihm die Versicherung, Klotilde nicht zu heiraten. Viktor kann ihm dies nicht versprechen und bittet den Freund, auf die Rückkehr des Lords zu warten. Am Geburtstag Eymanns am 4. Mai unternimmt Viktor einen zweiten Anlauf. Diesmal gelingt die Versöhnung und Flamin stellt keine Bedingungen in Bezug auf Viktors Liebe zu Klotildes (32). Mit der Ankunft der englischen „Drillinge“ beeinflusst die politische Thematik die Handlung der Personen und die Intrige Matthieus. V. a. Viktor ist davon betroffen. Im Gespräch mit den Engländern setzt er seine Erörterung der republikanischen Staatsform fort und hält eine Rede über die Freiheit, die mit der These „Kein Staat ist frei, als der sich liebt; das Maß der Vaterlandsliebe ist das Maß der Freiheit“ beginnt und mit der Folgerung endet: „Vaterlandsliebe ist nichts als eine eingeschränkte Weltbürgerliebe; und die höhere Menschenliebe ist des Weisen große Vaterlandsliebe für die ganze Erde […] das Herz des Menschen nimmt mehr in sich als sein Kopf, und der bessere Mensch müsste sich verachten, dessen Arme nur um einen einzigen Planeten reichten“ (32). Nach der Versöhnung mit Flamin, die in der Pfarrersfamilie mit Erleichterung und Freude aufgenommen wird, und der eintreffenden Einladung Emanuels kann Viktor an Pfingsten ruhigen Gewissens durch die Frühlingsnaturlandschaft nach Maienthal wandern und die in Liebe miteinander verbundenen Freunde Emanuel, Julius und Klotilde besuchen (33). Sein Gemüt hat sich durch die neue Lebensperspektive beruhigt und er nimmt sich eine reifere Lebenseinstellung der Mäßigung und der Kontrolle der Emotionen vor: „[D]er Mensch muss der Leidenschaften zugleich fähig und mächtig sein. Die Überströmungen des Willens gleichen denen der Flüsse, die alle Brunnen eine Zeit lang verunreinigen; nehmet ihr aber die Flüsse weg, so sind die Brunnen auch fort.“ (33) In der paradiesähnlichen Idylle erneuert er an den vier Pfingsttagen seine Seelengemeinschaft mit Julius, Emanuel und Klotilde (34–35). Vor diesem sakralen Hintergrund versprechen sich Klothilde und Viktor, bevor dieser nach Flachsenfingen zurückkehrt, am Grab Giulias ewige Liebe. In diese mystisch-kosmische Harmonie der irdischen kleinen Natur mit dem unendlichen Universum bricht die Intrigenhandlung ein. Matthieu hat den eifersüchtigen Flamin nach Maienthal gelockt, mit verstellter Stimme Julius die Erscheinungen Verstorbener vorgetäuscht und Nachtigall-Gesang imitiert, um Viktor und Klotilde in Richtung Flamins zu locken. Genau in dem Augenblick, als sich die beiden zum Abschied küssen, tritt Flamin auf, fordert außer sich vor Wut den Rivalen zum Duell und drückt ihm eine Pistole in die Hand. Er reagiert nicht auf Klotildes Zuruf, er sei ihr Bruder, und will den Kampf. Nachdem sich Viktor weigert und in die Luft schießt, stürzt Flamin zornig davon. Klotilde fällt nach dem Schuss in Ohnmacht. Emanuels Lungenkrankheit bricht mit einem Blutsturz wieder auf. Er nimmt dies als Zeichen seines baldigen, herbeigesehnten Todes und seines Eingangs in die Ewigkeit und nimmt Abschied von den Freunden (36). Viktor kehrt nach Flachsenfingen mit gespaltenen Gefühlen zurück. Einerseits ist er noch ganz von Emanuels Botschaft erfüllt, alle Menschen zu lieben, weil sie Menschen sind, und will sich offiziell mit Klotilde verloben, auch weil ihre Liebe die Keimzelle für diese umfassende All-Liebe ist. Andererseits hat Flamins Beschimpfung „Schurke“ seine Ehre verletzt und eine Trennungslinie zwischen ihnen gezogen. Zudem hat Matthieu mit seiner Schilderung des Duellverlaufs für Spott in der Hofgesellschaft gesorgt. Auch das Fürstenpaar behandelt ihn kühl und lässt ihre Gicht bzw. Augenentzündung wieder konventionell durch eine Kur am Gesundbrunnen in St. Lüne behandeln. Viktor bemerkt an sich die Schwierigkeiten der Umsetzung von Emanuels Lehre: Er beklagt, „wie sauer es selbst einer edeln Seele werde, Feinde zu bekämpfen, ohne sie anzufeinden; denn dieses ist noch schwerer, als sie zu beglücken und zu beschützen, ohne sie zu lieben“ (Kap. 37). Le Baut akzeptiert äußerlich erfreut die Werbung, aber Viktor spürt, dass ihm und seiner Frau Matthieu als Schwiegersohn besser in ihre Strategie zugunsten des Ministers und gegen den Lord gepasst hätten und dass sie darauf hoffen, dass Klotilde ihr „Nein“ wiederholt. Diese sagt jedoch „Ja“ und es kommt zur Verlobung (37). Die verärgerte Kammerherrin teilt diese Entscheidung Matthieu mit und dieser treibt seinen Intrigenplan weiter und informiert Flamin über „Viktors Sieg über sie alle“ (37). Inzwischen reist Viktor nach Maienthal, um Emanuel bei seinem vorherbestimmten Sterben zu begleiten. Dieser Prozess wird in surrealen Szenen mit einer Reihungen metaphernreicher Naturbilder, Unwetter und kosmischer Erscheinungen in Emanuels Träumen vom Elysium beschrieben, vermischt mit dem Auftreten eines Wahnsinnigen Maienthalers, genannt das Totengebein: In Phasen zwischen Leben, Tod und Auferstehung zieht sich das von einer kurzen Rückkehr ins irdische Leben unterbrochene Sterben Emanuels über zwei Tage hin (38). In Augenblicken der Bewusstseinsstörung enthüllt Emanuel seinem Schüler seine Identität und Viktor kehrt mit Angst, nicht nur seinen Lehrer, sondern auch seinen Freund, seinen Vater und, aus Standesgründen, Klotilde verloren zu haben, nach Flachsenfingen zurück, enthüllt aber noch nicht sein Geheimnis. Auf dem Rückweg von Maienthal trifft Viktor die Pfarrersfrau und Klotilde und erfährt vom Tod Le Bauts in einem Duell. Flamin habe die Schuld auf sich genommen und sei eingekerkert worden. Matthieu und die drei Engländer seien untergetaucht. Die beiden Frauen reisen nach England zu Klotildes Mutter und zum Lord, um sich vom Schweigeeid befreien zu lassen und mit ihrer Aussage Flamin zu retten (Kap. 39). Sie finden jedoch den Lord nicht und kehren mit der Lady nach Deutschland zurück (41). Auch Viktor will den Freund retten und entschließt sich, nach langer Zeit wieder beim Fürsten vorzusprechen und um das Leben Flamins zu bitten. Doch dieser weist ihn kühl ab mit der Begründung, die Gerichte würden den Fall entscheiden. Hintergrund des Duells ist Matthieus Plan, die Situation nach der Verlobung Viktors mit Klotilde für eine Intrige gegen den Lord und den Hofmedikus auszunutzen (40). Er selbst hatte um Klotilde geworben und war offenbar auf Le Bauts Wohlwollen gestoßen. Seine Schwester Joachime fühlt sich als Spielball Viktors, um Klotilde eifersüchtig zu machen. Jetzt nutzt Matthieu die Wut Flamins auf Le Baut aus, inszeniert für den nicht satisfaktionsfähigen Bürger ein nächtlich geheimes Duell, indem er den Kammerherrn beschuldigt, die Verlobung nur aus Karrieregründen unterstützt zu haben. Le Baut weiß um die Illegalität eines Duells, muss sich aber aus Ehrengründen Matthieu stellen. Wer auch immer das Duell gewinnt, Matthieu und sein Vater würden in jedem Fall an Einfluss beim Fürsten gewinnen und Horion als Ratgeber entmachten: Ein Sieg Flamins schwächt die Positionen des Kammerherrn und seines Schwiegersohns Viktor, tötet dagegen der Kammerherr den Thronfolger, stärkt dies die Machtbasis der Fürstin gegenüber der Mutter des Prinzen, zugleich der Nichte des Lords. Unter einer Maske verborgen steht jedoch nicht Matthieu, der sich unter den Sekundanten verbirgt, sondern Flamin Le Baut gegenüber (40). Dieser schießt aus Aufregung vorbei und sein Gegner verweigert aus Angst vor einem Strafverfahren den Schuss. Um seinen Plan zu vollenden, tritt jetzt Matthieu selbst als Duellant auf, erschießt Le Baut und flieht über die Grenze nach Kussewitz. Flamin nimmt an, der Hofjunker habe ihn aus Freundschaft rächen und retten wollen und will sich als Täter der Gerichtsbehörde stellen. Damit die als Sekundanten anwesenden Engländer seine Aussage bestätigen, hält er eine glühende Revolutionsrede gegen die tyrannische Fürstenherrschaft. Nach einer scheinbaren kleinen Flucht wird er verhaftet und eingekerkert. Ein Engländer, Cato, folgt Matthieu und sprengt auf seinem Ritt den Pulverturm in Maienthal als Signal des politischen Aufbruchs in die Luft, zeitgleich mit dem von einem Gewitter begleiteten Sterbeprozess Emanuels (38). Der Kammerjunker wartet in Kussewitz den geeigneten Zeitpunkt ab, um als Retter aufzutreten und den Lord zu beschuldigen, durch sein Experiment und die Geheimniskrämerei das Leben des Prinzen gefährdet zu haben. Viktor ist nach dem Tod Emanuels und dem drohenden Verlust Klotildes, der er nicht den Bruch mit ihrer adligen Familie und den Abstieg ins Bürgertum zumuten will, lebensmüde und sehnt sich nach ewiger Ruhe. Nach seinem Eid darf er erst eine Stunde vor seinem Tod die Wahrheit über Flamins Eltern verraten. So beschließt er, wenn Horion oder die Lady nicht rechtzeitig zurückkehren, vor Gericht auszusagen und sich dann zu töten. Doch dazu kommt es durch Klotildes Anreise nicht. Sie treffen an Emanuels Grab aufeinander. Ohne ihr seine Gründe zu nennen, verabschiedet Viktor sich von ihr mit dem Ruf „Emanuel, ich opfere dir mein Herz.“(42) Matthieu kehrt nach der Ankunft der Lady nach Flachsenfingen zurück und trägt dem Fürsten seine aus Wahrheit und Lüge zusammengesetzte Version vor. Er informiert den Regenten über Flamins Identität, warnt vor den Engländern, die eigentlich französische Republikaner wären, und stellt sich als Retter des Fürstenhauses dar (43): Er habe in Maienthal Flamin die Beziehung Viktors zu Klotilde vorgeführt, um ihn von der Liebe zu seiner Schwester zu befreien, dies sei jedoch nicht gelungen, sondern dieser habe nach der Verlobung seine Wut auf den Schwiegervater durch ein Duell befriedigen wollen. Er habe in das Duell eingegriffen, um den Thronfolger von einem Mord abzuhalten und sein Leben zu retten. Flamin habe sich für diese Freundestat bedankt, indem er die Schuld auf sich genommen habe. Als Beweise für die Identität Flamins nennt Matthieu das Muttermal und die zu erwartenden Aussagen der Lady. Nebenbei belastet er Viktor, indem er von dessen Verkleidung als italienischer Händler und seinem in einer Uhr versteckten Liebesbrief an Agnola erzählt. Der Fürst ist über seinen Medikus erbost und zugleich gerührt über die Loyalität des Hofjunklers. Deshalb sieht er den Tod des Kammerherren als zweitrangig an und erteilt Matthieu bis zur Klärung der Sache „spaßhaften Arrest“. Die Aussagen der Lady und Klotildes, die sich jetzt nach der Offenlegung nicht mehr an den Eid gebunden fühlen, sowie die des Kaufmanns Tostato lassen auch die Lügen Matthieus als wahr erscheinen. Pfarrer Eymann verhört man wegen seiner Gastfreundschaft für die Engländer, die zu ihrer Insel zurückgeschickt werden. Doch sie missverstehen dies und reisen mit dem rehabilitierten Flamin zu Horions Insel der Vereinigung. Viktor fällt in Ungnade. Alle seine gesellschaftlichen Auftritte und republikanischen Reden, seine Beratung des Fürsten und seine Reise mit ihm durch das Land werden ihm als Störaktionen gegen die Regierung und ihre Beamten ausgelegt und der Aufenthalt bei Hof wird ihm verboten (43). Jean Paul lässt den Roman ambivalent enden: Im märchenhaften Teil des Schlusses (Kap. 44) versöhnen sich der von der Pfarrersfamilie freudig als Sohn angenommene Viktor und Flamin auf der Warte, wo sie sich zu Beginn der Romanhandlung ewige Treue geschworen haben (3). Dann treffen sich die bürgerlichen und adligen Familien im Schloss, aus dem die Stiefmutter bereits ausgezogen ist, zu Klotildes Geburtstag. Le Baut wird offenbar nicht vermisst und Viktors Befürchtung, dass seine Rückstufung ins Bürgertum und sein Hofverbot Auswirkungen auf die Verbindung mit seiner Verlobten haben könnten, erweist sich als unbegründet. Diese ahnte offenbar bereits seine Abstammung und hatte sich wie auch Viktor in verschiedenen Gesprächen über die Vorzüge einer bürgerlichen Ehe geäußert. Ihre Mutter, die Lady, akzeptiert die Liebe ihrer Tochter und nimmt ihn als Schwiegersohn in ihre Familie auf. Der Erzähler sieht gerührt „diese guten Menschen“ und „[s]ein Herz blickt schmerzlich auf und rufet ohne Hoffnung nach: ‚Träume des Frühlings, wann kommt ihr wieder?‘“ (44) Weil Ende Oktober auf seiner Insel keine Hundpost mehr ankommt, reist Jean Paul mit seinem Korrespondenten Doktor Fenk über Hof nach Flachsenfingen, um Informationen für den Schluss zu bekommen (45). In Hof übergibt er sein Werk Christian Otto zum Redigieren. Der Lord erkennt ihn als seinen Biographen und lässt seine Reisekutsche überfallen. Durch eine ihm aufgezwungene eiserne Maske kann er den Reiseweg nicht verfolgen und landet auf der Insel der Vereinigung. Hier macht ihn Fenk, der sich als italienischer Diener Viktors und Spion Horions zu erkennen gibt, mit seinen vier Brüdern bekannt. Anschließend holen sie Viktor in Maienthal ab und reisen zurück zur Insel. Neben dem Grab Marys (12) finden sie das Horions, der sich während ihrer Abwesenheit getötet hat. Auf beiden Marmorplatten steht: Es ruht |

## Interpretation

### Kosmische Philosophie
Dahore/Emanuel und der blinde Julius sind das geistige Zentrum des Romans und Bezugspersonen für Viktor und Klotilde. Bei ihnen finden die beiden Protagonisten Zuflucht, Schutz und Trost. Während Jean Paul den „Hesperus“ als Biographie Viktors angelegt hat, weist sein eigentlicher erzählerischer Mittelpunkt immer wieder auf Emanuels Philosophie hin: Außer unserer Welt gibt es eine zweite, in die Emanuel hinüber geht, indem er langsam zum Johannis-Termin während des Sonnenuntergangs stirbt. Der Roman kann auch gelesen werden als Jean Pauls Astronomie und Kosmografie. Emanuels Sterben wird darin beschrieben als das Hinübergehen seines Geistes in die zweite kosmische Welt. Die zweite Figur der paradiesischen Insel „Maienthal“ ist Julius: „Julius lag im blühenden Grase, von dessen Wellen bespült, und hielt einen Kirschenzweig voll offner Honigkelche in der Hand.“ Während Emanuel mehr in den Kosmos strebt, verkörpert Julius das Gegenteil des abgelebten Adels – das Streben Zurück zur Natur. Viktor hat mit Julius manches gemeinsam: Er begegnet „am liebsten den Kindern. Aber Menschen“ vermeidet er. Viktor ist „ohne Ichsucht“ (S. 125).

### Titel
Der Morgen- und Abendstern Hesperus signalisiert die polare Stimmung der Hauptfiguren und des gesamten Werkes: Tagesanfang und Ende, Aufbruch und Abschied, die Koinzidenz zwischen Erinnerung und Hoffnung und das kosmisch Ganze, das im Einzelnen aufzufinden ist: „Den umgaukelten Menschen führen zwei Prospektmalerinnen durch das ganze Theater, die Erinnerung und die Hoffnung“ (Kap. 7).

### Die Zeit der Französischen Revolution
Die erzählte Zeit zwischen dem 30. April 1792 bis zum 31. Oktober 1793 ist eine revolutionäre: Am 16. Oktober 1793 wird Marie-Antoinette, Königin von Frankreich, guillotiniert. Diese Stimmung artikulieren einige Romanfiguren. Die Kritik am Fürstenhof spricht v. a. Viktor aus, der dazu passend zunächst als Sohn des Lords Horion vorgestellt wird: Er fühlt sich am Hof in Flachsenfingen unwohl. „Das fürstliche Gesicht setzte den Helden in Verlegenheit, nicht weil es imponierte, sondern weil es dieses bleiben ließ“ (S. 118). Die Höflinge, die „den Fürsten Alles nachäffen“, sind ihm zuwider. Er „hat keine Langeweile; nur ein Thron-Insaß lässt sich gegen diese Nervenschwindsucht hundert Hoffeste verschreiben, Gesellschaftkavaliere, ganze Länder und Menschenblut“ (S. 101). „Oft betrübte sich Viktor darüber, dass er hier so wenig seine edlern Kräfte für die Menschheit anspannen könne, dass seine Träume, durch den Fürsten Übel zu verhüten, Gutes auszurichten, Fieberträume blieben“ (S. 305). Deshalb ist Viktor letztendlich froh, dass er in Wahrheit der Sohn eines Bürgerlichen ist. Jean Pauls Ansicht dazu – gegen den Adel gerichtet: „Ich finde, dass ein gebildeter Pfarrsohn im Grunde besser ist als ein ganz ungebildeter Prinz“ (S. 648).

### Romanausgang: Utopie oder satirischer Pragmatismus?
Pauls Roman zeigt: Frankreich ist nicht Deutschland. Der Autor, der privat am liebsten mit dem gebildeten Adel verkehrte, stellt im „Hesperus“ realistisch die gesellschaftliche Situation in einem deutschen Kleinstaat dar. Zwar diskutieren einzelne Personen geistreich über die Revolution, über Jakobiner, Republikaner und „Thronenstürmer“, kritisieren die maroden Strukturen des Feudalismus und die intrigante Hofgesellschaft, machen sich über das Verhältnis des Bürgertums zum Adel lustig und der Erzähler ernennt sich selbstironisch zu „Jean Paul von Januar“, also zum legitimen Sohn eines regierenden deutschen Fürsten, aber es kommt zu keiner ernsthaften Aktion gegen die monarchistischen Herrschaftsverhältnisse. Auch der Erfolg des Experiments Lord Horions ist fraglich angesichts der Durchsetzungsfähigkeit des machtbewussten intriganten Matthieu von Schleunes und seiner Familie, der auch ein reformbereiter Fürst nicht gewachsen ist. Zudem stellt Jean Paul den Herrscher als Träumer dar, der Flachsenfingen nach Horions Vorstellungen „zum Freistaat und sich zum Präsidenten des Kongresses darin“ machen möchte. Aber da ist seine Kamarilla mit den „abgegriffenen deutschen Paradelarven“, die jeden Republikaner sofort einen Jakobiner oder zumindest einen „verkappten Franzosen“ schimpft. Matthieu hält Briten, die in Flachsenfingen einreisen, für Boten „der französischen Propaganda“. So bleibt es wohl bei der Sprengung eines Pulverturm durch den Fürstensohn Cato. Der Thronfolger Flamin wird vermutlich als fleißiger Jurist den Beamtenapparat besser organisieren, aber Horions Selbsttötung ist Ausdruck seiner Resignation.
Der Roman endet ambivalent: Lord Horion verfolgte seinen Reformplan, die Fürstensöhne durch den indischen Philosophen Dahore bzw. durch englische Universitätslehrer erziehen zu lassen, mit der Hoffnung, dass sie den Staat, in einer Art Revolution von oben, republikanisch und kosmopolitisch verändern. Vor seinem Tod lässt er sich von allen „eidlich versichert […], ihre Ämter in seinem Sinne auszuüben, wenigstens so lange, bis er [sie] wiedersähe“ (Kap. 45). Doch bleibt vermutlich die Schichtung der Gesellschaft erhalten und wird nur durch persönliche Beziehungen durchbrochen. Aber Viktor und Klotilde finden das private Glück, und da sie beide keinen Wert auf das höfische Leben legen, dürfte ihre zukünftige bürgerliche Arztfamilie von ihnen nicht als Einschränkung, sondern als Befreiung angesehen werden.

## Form
Der Autor verbindet in seinem „nachweislich von Sternes, Tristram Shandy, Fieldings Tom Jones und Wielands Agathon beeinflussten Roman“ die Trivialform der Intrigenerzählung mit der „hohen“ Form des Entwicklungsromans. und parodiert damit das Muster des Staatsromans der Aufklärung und dessen Bildungsgedanken: Dabei bedient sich die äußere Handlung der ganzen „Apparatur des damaligen Unterhaltungs- und Trivialromans […] Verwechslungen, Kindsvertauschungen, Duellen, Raubüberfällen, requisitenreichen Intrigen, geheimnisvollen Andeutungen, sentimentalen Liebesgeschichten, edelmütigen Freundschaften, Reisen, Episoden vom Glück im Winkel und vielen anderen Motiven, die damals wie heute in der ‚unterstömigen‘ Literatur gang und gäbe waren und sind“, sowie Versatzstücken des Kolportage-Stils: „‘Schurke‘ schrie der herausstürzende Flamin mit sprühenden Blicken, mit schneeweißen Wangen, mit wie Mähnen herunterhängenden Locken, mit zwei Taschenpistolen in den Händen.“ (Kap. 36) Hinter der Bündelung solcher Einzelmotive erscheint jedoch „Jean Pauls spannungsreiche, gefühls- und gedankengeladene Gesamtschau von Mensch, Welt und Überwelt.“ Die starren, zunächst von der Handlung diktierten Requisiten lösen „sich in der Wellenbewegung des Jean Paul’schen Stils“. Die vorgefundenen Muster und typisierten Figuren werden aufgelöst in „individuelle, züngelnde Kunstfertigkeiten“: „Indem der Autor politisches Pathos mit Witz und Phantasie durchlöchert, schafft er sich die Möglichkeit, durch die Maschen eines konventionellen Handlungsnetzes hindurchzuschlüpfen: wobei er freilich das Handlungssystem am Schluss zerreißt, und so die Bewegung des Hindurchschlüpfens wesentlicher für den Roman wird als das System selbst. Wie oft im Werk von Jean Paul, so löst sich auch hier Stoff in Bewegung auf, doch die Bewegung ist an das Vorhandensein des mehr oder weniger in den Hintergrund tretenden Stoffes notwendig gebunden. […] Er sucht in [den] Aktionen die verborgenen Schattierungen der Seelen oder die Absprünge zu seinen Flügen, die Randsituationen, die Misch und Zwischenzustände auf. So gerät er aus der Schablone einer zeitgenössischen Mode unversehens in Zonen, die so schnell nicht zu Ende zu entdecken sind. Unverblümt kündigt er dem Leser seine Entführung in diese Zonen mittels seiner Digressions-Methode, an. […] So schafft er […] einen Abstand zwischen dem Helden und [seiner] Rede.“ Diese Einschaltung der Metaebene mit der Distanzierung zu seiner eigenen Geschichte und ihrer Figuren, in den Vorreden zu den „Heftlein“, den „Schalttagen“ und Anmerkungen, führt zu einer ständigen Durchbrechung der Handlung und zu Reflexionen des literarischen Schreibprozesses, der Rezeption und des Leseverhaltens. Am Schluss, mit dem Auftreten des Chronisten und seiner Einfügung unter die Romanfiguren, löst sich eigentlich der ganze Roman als Dichtung auf.
Jean Pauls Sprache wird von Literaturkritikern und Kollegen als großes Ereignis gelobt, u. a von Stefan George („größte dichterische Kraft der Deutschen“) und Oskar Loerke („Tröge für ein Meer“). „Aus hellwachen Träumen, überwachen Erwartungen und traumsicheren Wahrnehmungen baute Jean Paul seine Welt zwischen den Polen des genau umzirkten Einzeldings, in einer Feldlerchen- und Grashalmperspektive, und des unermesslichen Flugs in die Licht- und Farbenfelder, in einer Zeitrechnung, in der sich in einen Augenblick eine unabsehbare Zeitspanne drängt“. Pauls Sprache vermöge es, „die heftigen Dissonanzen und die großen, überspannenden Flügelschläge in ihre Bildketten, Sätze, signalisierenden Rhythmen und ihre Gedankenführungen aufzunehmen.“ Seine Ausdrucksfähigkeit habe „mit ihren Bilderstürzen und mit ihren das Bewusstsein provozierenden musikalischen Flügen Vorbilder für surrealistische Dichtung“ geschaffen. „Diese gewaltigen Sprachexplosionen gleichen künstlerisch eher symphonischen Musiken. […] Gemeint sind dabei […] euphorische Phantasien & Traumlandschaften, Albträume und „Vernichtungsvorstellungen“, die in ihrer ikonografischen Tiefe & Breite, Farbigkeit & dynamischen Entfaltung bis ins Universelle reichen.“
„Man kann [Jean Pauls Romane] „naiv“ lesen, will sagen: auf der sichtbaren semantisch-geistig-poetischen Oberfläche ihres jeweiligen Sprachleibs entlanggleitend. Und sowohl seine grandiosen Landschaftsbildnereien als auch seine enthusiastischen oder beängstigenden Weltbeschwörungen von der „Unsichtbaren Loge“ bis zum „Komet“ bedürfen kommentierender Hilfen nicht. Ebenso wenig die Infinitesimal-Logistik im weiten Feld der Emotionen seiner Helden & Heldinnen.“ Aber dann fehlt eine wesentliche Ebene, denn „[d]ie hybriden Romane & Erzählungen Jean Pauls sind immer auch mehr & anderes als bloß erzählte Fiktionen, nämlich zugleich reflektierende Essays“, So kommentiert der Erzähler ständig die Handlungen und bekennt sich zu seiner Sympathie für die Hauptfiguren. Emanuel verehrt er. Die Gefühlsschwankungen des mit ihm wesensverwandten Viktor entschuldigt er durch die Erklärung der Zusammenhänge. In Klotilde ist er offenbar verliebt. Die für die Komposition des Romans essentiellen eingeschobenen Betrachtungen stehen meistens im Zusammenhang mit dem Denken und Handeln der Hauptfigur bzw. des Erzählers. So erläutert der Erzähler die kosmische Naturreligion, die er mit Viktor teilt, wie auch den durch die unerwiderte Liebe verursachten Weltschmerz des gefühlvollen, idealistischen Menschen. Damit verbunden ist als weiterer Schwerpunkt seiner Betrachtungen die gesellschaftspolitische Situation in der zweiten Phase der Französischen Revolution: Der Erzähler kritisiert, wie der Republikaner Viktor, den Leerlauf der Zeremonien und die Intrigen der Hofgesellschaft, deren Lebenssinn sich auf äußerliche Prachtentfaltung und eine den Status konservierende Familienpolitik beschränkt. Ebenso leiden Jean Paul und Viktor an der ungeistigen, seelenarmen Einstellung der pragmatischen Menschen. Weitere Themen der Diskurse sind u. a.: wahre Freundschaft (31), Wahrheit und Lüge, Seelenliebe, Funktion des Gehirns (9. Schalttag), Freiheit und Staat, Unterwürfigkeit (37), Menschen- und Weltbürgerliebe (32), Frauen- und Männerrollen in der Gesellschaft, Literaturbetrieb: Dichter, Leser und Rezensenten.
Spiel des Autors mit dem Leser
Jean Paul mischt sich immer wieder in die Romanhandlung ein, verspricht, „in drei Minuten bin ich wieder bei der Geschichte“ (S. 103), hält sich aber nicht daran, sondern erklärt ausführlich die Motive seiner Figuren und spekuliert über den Fortgang der verwickelten Geschichte. Diese Retardationen sind jedoch beabsichtigte Destruktionen – eine jeanpaulsche „Auslegung“ der Romantik: Offensichtlich wird Distanz zum Rationalismus und Nähe zur Mystik gesucht. Das Spiel mit Identitäten und anderen erzähltheoretischen Erhaltungsgrößen durchzieht den Roman. Auch ist der Aufenthaltsort des Erzählers Jean Paul mehrdeutig. Der „Romanbauherr“ Jean Paul schreibt auf seiner Insel St. Johannis in den ostindischen Gewässern, reist dann in die Romanhandlung hinein und macht Station im „voigtländischen“ Hof, dem Wohnort des wirklichen Autors. Die Verwirrung des Lesers erscheint als Programm.
Jean Paul lenkt den Leser immer wieder von Bruchstellen der Geschichte ab und nutzt die Lücken als spannungssteigernde Elemente. So lässt er vieles augenzwinkernd in der Schwebe und erklärt seine abenteuerlichen Konstruktionen über die eidlichen Schweigegebote in nachträglichen Erläuterungen: So rechtfertigt Viktor die Einhaltung seines Schwurs mit der moralischen Verpflichtung: „Der Untergang einer Tugend ist ein größeres Übel als der Untergang eines Menschen“. (S. 606)

## Autobiographische Bezüge
Einige personale Konstellationen und Lebenssituationen des Autors sind offenbar als Bausteine in den Hesperus-Roman (Ausarbeitung Sept. 1792–Sommer 1794) eingearbeitet worden:
- Verliebtheit in die Freundin des Freundes, Eifersucht: Beate von Spangenberg (Vorbild für Klotilde) und Lorenz Adam von Oertel, in deren Briefwechsel er Einblick hatte. Beate ging schließlich eine Versorgungsehe mit einem Amtmann ein. Beziehungen zu jungen Mädchen der „Erotischen Akademie“ (v. a. Amöne und Karoline Herold, Renate Wirth) in Hof: Amöne Herold (Vorbild für Klotilde) und sein lebenslanger Freund Christian Otto, (Heirat 1800). Verlobung Renate Wirths mit Christians älterem Bruder Christoph Otto, der seiner Braut zeitweilig den Umgang mit Jean Paul verbot, Verlobung Jean Pauls mit der 15-jährigen Karoline Herold, der Schwester Amönens (1793, Auflösung 1794).
- Todeserfahrungen: Freund Oertel (23-jährig an Blattern, 1786), Selbstmord seines Bruders Heinrich in der Saale (1789), Freund Johann Bernhard Hermann (29-jährig, 1790), Oertels Bruder und Jean Pauls Zögling Christian Adam (1792). Jean Pauls Tagebuch-Aufzeichnung über eine Todesvision (1790). Karl Philipp Moritz (Vorbild für Emanuel) am 26. Juni 1793. An diesem Tag schrieb Jean Paul den „Traum Emanuels, dass alle Seelen eine Wonne vernichte“.
- Beobachtung des Höfischen Lebens: Am 8. Februar 1792 fand in Hof die feierliche Huldigung der Beamten des Bayreuther Fürstentums vor dem König von Preußen statt. Zeremonien Anfang Mai 1792 anlässlich der Vermählung der Prinzessin Karoline von Parma mit dem Prinzen Maximilian von Sachsen in Hof, der Grenzstadt zwischen Bayreuth und Sachsen.

## Figuren
- Januar (auch: Jenner), Regierender Fürst in Flachsenfingen
- Agnola, die Fürstin
- Die Lady, Le Bauts erste Frau, Klotildes und Flamins Mutter
- Lord Horion, englischer Ratgeber des Fürsten
- Hofkaplan (auch: Pfarrer) Peter Eymann
- Die Hofkaplanin (auch: Pfarrerin), Eymanns Frau
- Viktor Sebastian (auch: Bastian, auch: Horion), Doktor der Medizin, angeblich der Sohn des Lords. Es stellt sich heraus, Viktor ist der Sohn des Ehepaares Eymann.
- Agathe, Viktors Schwester
- Bastian, Viktors kleiner Bruder und sein Patenkind
- Flamin, angeblich der Sohn des Ehepaares Eymann. Jurist, praktizierender Advokat, Regierungsrath. Es stellt sich heraus, Flamin ist der Sohn des Regenten Januar.
- Matthieu von Schleunes (auch: der Evangelist Matthäus, auch: Matz), Hofjunker, Doktor der Medizin, Sohn des Ministers von Schleunes
- Obristkammerherr Le Baut, Klotildes Vater, der Erbfeind des Lords
- Joachime von Schleunes, Tochter des Minsters und Schwester Matthieus
- Klotilde von Le Baut, Tochter des Obristkammerherrn. Es stellt sich heraus, Klotilde ist Flamins Halbschwester.
- Emanuel (auch Dahore), astronomischer Lehrer Klotildes und Viktors
- Julius, der schöne Blinde, angeblich Sohn des Pfarrers Eymann. Es stellt sich heraus, Julius ist der Sohn des Lords.
- Die „Drillinge“, Flamins Halbbrüder
- Jean Paul, biographischer Berghauptmann, der Verfasser des Romans und als „Monsieur“ der Halbbruder Flamins
- Knef (auch Palindrom: Dr. Fenk), Korrespondent Jean Pauls, Unterzeichner der Hundpost, als Diener Viktors der Spion Horions

## Selbstzeugnisse
- Goebel[17] zitiert aus einem Brief Jean Pauls vom 22. Mai 1795: Mein Hesperus würde mich, wenn ich ihn läse, bessern.
- Günter de Bruyn[18] zitiert aus dem Gedanken-Heft des Dichters eine Notiz von 1813: Dadurch, daß ich fast alle schönsten Szenen im Hesperus nie erlebt hatte, kam ich zu sehr ins Lyrische und Weitläufige.

## Rezeption
- Sprengel[19] zitiert eine Rezension über Hesperus von Friedrich Jacobs aus ihrem Erscheinungsjahr 1795. Darin lobt der Rezensent das Poetische und bemängelt im selben Atemzug die Rührungen, die aufgesucht scheinen. Und Es wird doch fast gar zuviel in diesem Buche geweint. Außerdem bemerkt Jacobs, der Autor hätte sich nicht einmischen sollen und statt der albernen Hundposttage lieber Kapitel schreiben sollen.
- Günter de Bruyn setzt sich mit dem Hesperus im Lichte der Französischen Revolution auseinander.
- Günter de Bruyn[20] zitiert Alexander Herzen, der 1837 an seine Braut schrieb: Unsere Liebe, die reine, heilige, ist in seinem [Jean Pauls] Hesperus beschrieben.
- In Sprengels Register, 2. Jean Pauls Werke[21], sind zahlreiche Hinweise auf die Hesperus-Rezeption notiert.
- Martin Walser[22] schreibt 1974: Über „Wilhelm Meister“ und „Hesperus“. Walsers These lautet: Beide Bücher sind gegeneinander gerichtet, …
- Nach Schulz[23] ist Viktor Sebastian – wie die beiden Vornamen sagen – Sieger und Märtyrer zugleich.
- Ortheil[24] nimmt seinen Leser mit in die Dichterwerkstatt. Beide wollen schauen wie etwas Großes entsteht.
- Ueding[25] weist darauf hin, dass Jean Paul durch seinen Hesperus berühmt wurde, den Erfolg jedoch nicht wiederholen konnte.
- Nach Berhorst[26] glückten Jean Paul humoristische Passagen, indem er vorgab, der Hesperus sei ein Geschichtswerk und kein Roman.
- In seiner Lobrede auf Jean Paul[27] feierte Stefan George 1896 den Dichter als einen, der die rede mit unerwarteten glänzen und lichtern belebt und hob dabei sechs Stellen aus dem Hesperus hervor.

### Ausgaben
- Jean Paul: Hesperus, oder Fünfundvierzig Hundposttage. Eine Lebensbeschreibung. Matzdorff, Berlin 1795: in drei Heftlein, 2. Auflage 1798: in vier Heftlein, 3. Auflage 1819.
  - Hesperus, oder 45 Hundsposttage. Eine Biographie. Erstes Heftlein. Matzdorff, Berlin 1795. (Digitalisat und Volltext im Deutschen Textarchiv)
  - Hesperus, oder 45 Hundsposttage. Eine Biographie. Zweites Heftlein. Matzdorff, Berlin 1795. (Digitalisat und Volltext im Deutschen Textarchiv)
  - Hesperus, oder 45 Hundsposttage. Eine Biographie. Drittes Heftlein. Matzdorff, Berlin 1795. (Digitalisat und Volltext im Deutschen Textarchiv)

- R.O. Spazier (Hrsg.), Ernst Förster (Hrsg.): Jean Paul's sämmtliche Werke. Berlin 1826 ff.
- Hempelsche Ausgabe: Jean Paul's Werke. 60 Theile. Berlin 1868.
- Eduard Berend (Hrsg.): Jean Pauls Sämtliche Werke. Historisch-kritische Ausgabe. 1. Abteilung. Zu Lebzeiten des Dichters erschienene Werke, Band 3–4. Böhlau, Weimar 1929.
- Norbert Miller (Hrsg.): Jean Paul: Werke. Band 1. Hanser, München 1959.
- Norbert Miller (Hrsg.): Sämtliche Werke. Abteilung I. [Erzählende und theoretische Werke], Band 1. 5., korr. Auflage. Hanser, München 1989, ISBN 3-9801412-1-7 (1. Auflage: Hanser, München 1960)
- Jean Paul, Hesperus oder 45 Hundsposttage. Edition der Druckfassungen von 1795, 1798 und 1819 in synoptischer Darstellung. Hrsg. von Barbara Hunfeld. In: Jean Paul, Werke. Hrsg. von Helmut Pfotenhauer und Barbara Hunfeld. 3 Bde. I,1–3. Tübingen 2009. ISBN 978-3-484-10911-7

### Sekundärliteratur
- Günter de Bruyn: Das Leben des Jean Paul Friedrich Richter. Eine Biographie. S. 133–143. Halle (Saale) 1975, ISBN 3-596-10973-6
- Peter Sprengel (Hrsg.): Jean Paul im Urteil seiner Kritiker. Dokumente zur Wirkungsgeschichte Jean Pauls in Deutschland. München 1980, ISBN 3-406-07297-6
- Gerhard Schulz: Die deutsche Literatur zwischen Französischer Revolution und Restauration. Teil 1. Das Zeitalter der Französischen Revolution: 1789–1806. S. 340–344. München 1983, ISBN 3-406-00727-9
- Hanns-Josef Ortheil: Jean Paul. S. 50–57. Reinbek bei Hamburg 1984, ISBN 3-499-50329-8
- John A. Rice, "The Blind Dülon and His Magic Flute," Music & Letters 71 (1990), 25–51
- Gert Ueding: Jean Paul. S. 83–95. München 1993, ISBN 3-406-35055-0
- Eckart Goebel: Am Ufer der zweiten Welt. Jean Pauls „Poetische Landschaftsmalerei“. S. 45–85. Tübingen 1999, ISBN 3-86057-151-6
- Ralf Berhorst: Anamorphosen der Zeit. Jean Pauls Romanästhetik und Geschichtsphilosophie. S. 240–303. Tübingen 2002, ISBN 3-484-18162-1
- Gero von Wilpert: Lexikon der Weltliteratur. Deutsche Autoren A – Z. S. 306–307. Stuttgart 2004, ISBN 3-520-83704-8
- Barbara Hunfeld: Der Literatur(ver)führer, Sonderband „Hesperus“ von Jean Paul, Berlin 2009, ISBN 978-3-936196-14-6